# Lubsan Charab Tepkine
 (septembre 2016).
Lubsan Charab Tepkine ou Tiopkine (en russe : Лубсан-Шараб Тёпкин, 1875-1949) est un lama bouddhiste d'origine kalmouk. 

## Biographie
Né dans l’aïmag de Bogchrakhine du district de Salsk (Oblast de l'armée du Don, Russie) en 1875, Lubsan Charab Tepkine est membre d'une importante famille d'éleveur de chevaux. 
Il rejoint le clergé kalmouk à un jeune âge, et devient baksha (moine) du khouroul (temple) dans sa tribu natale à l'âge de 28 ans. Le lama Tepkine succède alors à Mönke Bormanzhinov qui devient le nouveau lama des Kalmouks.
En 1908 il fait partie de la délégation kalmouk lors des fêtes du tricentenaire de la maison Romanov à Saint-Pétersbourg.
En 1911, il quitte son poste de lama et se rend au Tibet, où il restera jusqu'à l'automne 1922.
Il se rend à Petrograd, en Russie, à l'automne de 1922 pour devenir un « envoyé tibétain adjoint » et chargé de cours en mongol et tibétain à l'Institut oriental de langues vivantes de Leningrad. Trois ans plus tard, en 1925, il se rend à l'Oblast autonome kalmouk pour assister à la deuxième conférence du clergé kalmouk bouddhiste où il est élu sajin (lama suprême) des Kalmouks.
Il occupe le poste de sajin lama jusqu'à son arrestation par le NKVD (police politique de l'URSS) en 1931. Il est condamné à être fusillé par le tribunal du NKVD pour ses contacts avec l'émigration kalmouk, peine commuée en dix ans de réclusion. Il purge sa peine au Kazakhstan, notamment à Akmolinsk. Libéré en 1941 il s'installe chez des connaissances kalmouks à Karaganda. Par la suite il rejoint sont neveu Timofeï Tepkine à Berezniki (oblast de Perm) où il décède en 1949.